# Xefela

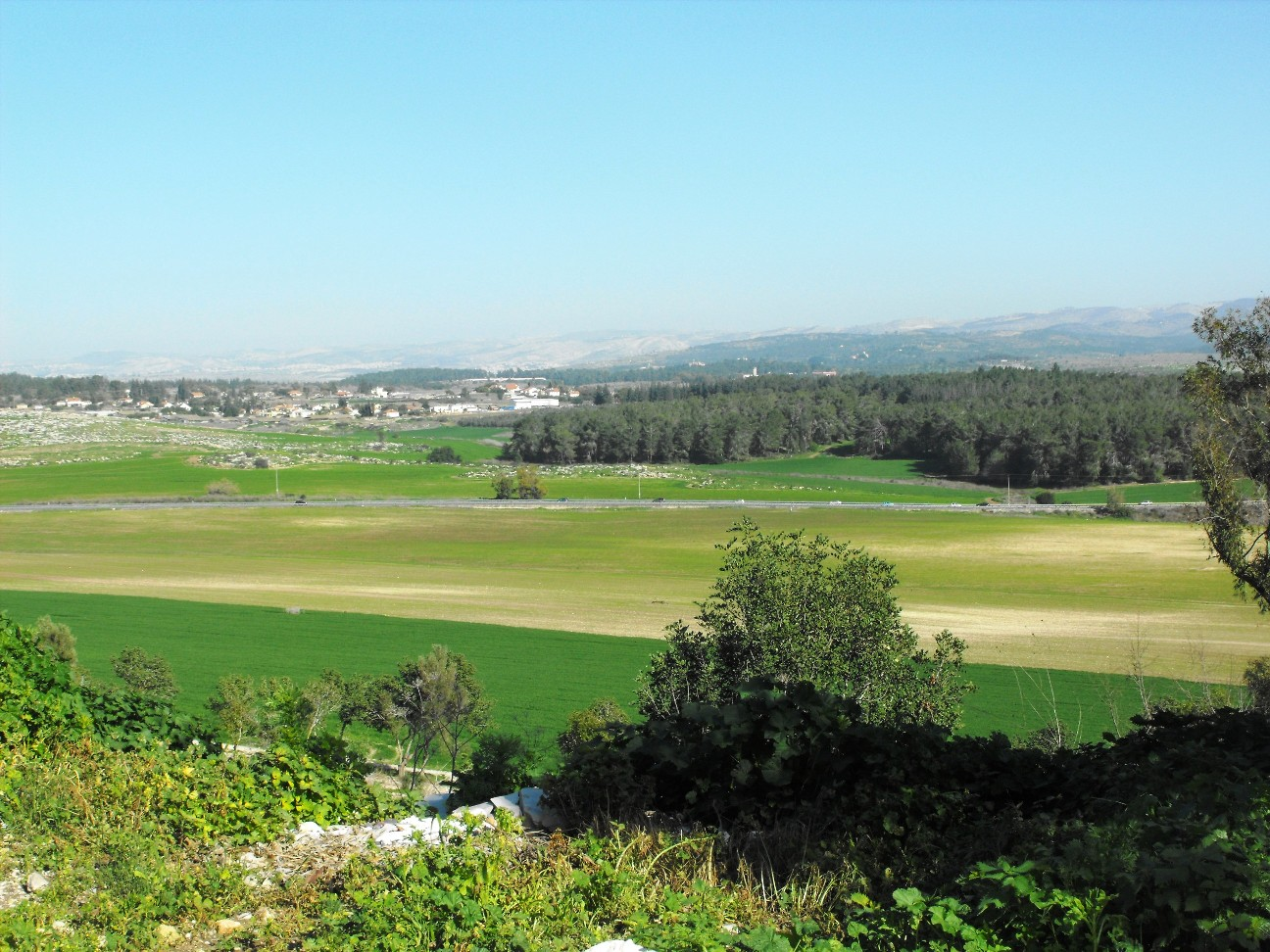
Terres baixes de Xefela

Xefela, Shfela, o Shephelah, literalment "terres baixes" en hebreu: הַשְּפֵלָה, també en hebreu שְׁפֵלַת יְהוּדָה, Shfelat Yehuda, el "pedemont de Judea"), és una regió de transició de turons de terra tova a Israel sud-central que s'estenen durant 10–15 km entre les Muntanyes de Judea i les planes costaneres.
Actualment el Xefela és en gran part rural amb moltes explotacions agrícoles.
La Bíblia assigna la terra de Xefela a la tribu de Judà i a la Tribu de Dan.
Xefela es menciona moltes vegades a la Bíblia
La pluviometria d'aquesta zona oscil·la entre els 250 litres en la zona sud i els 500-600 litres al nord.